# زوئی تلفورد
زوئی تلفورد (انگلیسی: Zoe Telford؛ زادهٔ ۱۹۷۳ میلادی) بازیگر اهل بریتانیا است. وی از سال ۱۹۹۳ میلادی تاکنون مشغول فعالیت بوده‌است.
از فیلم‌ها یا برنامه‌های تلویزیونی که وی در آن نقش داشته‌است می‌توان به شرلوک، امتیاز نهایی، مرگ بر روی نیل، بانکدار کور، بازرس فویل، نابغه، شاهد خاموش، ژو، بله آقای وزیر، پس از مرگ،  حقیقت، دوس بیگالو: ژیگولوی اروپایی، پوآرو و پرده رنگی اشاره کرد.